# Haroldo Cathedral
Haroldo Alves Campos, mais conhecido como Haroldo Cathedral (Itabira, 11 de maio de 1953),  é um político, professor e empresário brasileiro filiado ao PSD., eleito deputado federal nas eleições de 2018 como o mais votado pelo estado de Roraima. Haroldo é fundador, dono e presidente da Faculdade Cathedral de ensino superior em Boa Vista.